# شویا ایشیگه
شویا ایشیگه (انگلیسی: Shōya Ishige؛ زادهٔ ۲۰ اوت ۱۹۹۰) بازیگر، و صداپیشه اهل ژاپن است. وی از سال ۲۰۱۶ میلادی تاکنون مشغول فعالیت بوده‌است.